# Luigi Anguillara
Luigi Squalermo, dit Luigi Anguillera et quelquefois en français Louis Anguillara, est un médecin et botaniste italien. Né à Anguillara Sabazia en 1512, il est décédé à Ferrare le 5 septembre 1570.

## Biographie
Voulant connaitre les plantes dont les auteurs grecs et latins ont parlé, il parcourt pendant plusieurs années Chypre, Candie, la Grèce, l'Esclavonie, l'Italie, la Corse, la Sardaigne et les environs de Marseille. Les connaissances qu'il acquit dans ses voyages lui donnèrent alors une grande célébrité et le mirent en relation avec les savants les plus distingués. En 1546, il est appelé à Padoue pour y former et diriger le jardin botanique. En 1561, il se retire à Ferrare où il meurt probablement de la peste.

## Œuvres
Luigi Anguillara a laissé un ouvrage remarqué sur les simples sous le titre de Semplici, dell' eccelente Luigi Anguillara, li quali in piu pareri a diversi nobili huomini scritti appaiono, et nuovamente da M. Giovanni Marinello mandati in luce (Venise, 1561). L'ouvrage se compose de 14 lettres sur la botanique où il indique une vingtaine de plantes nouvelles dont les descriptions précises suffisent pour les faire reconnaitre. On y trouve des passages en grec de Cratevas, qu'il copia sur le manuscrit conservé dans la bibliothèque de Saint-Marc, à Venise, et qui sont les seuls de cet auteur que l'on connaisse.